# Гедимінас Паулаускас
Гедимінас Паулаускас (лит. Gediminas Paulauskas; нар. 27 жовтня 1982, Паневежис, Литовська РСР, СРСР) — колишній литовський футболіст, захисник збірної Литви.

## Біографія

### Клубна кар'єра
Почав професійну кар'єру в 1998 році в клубі «Екранас» з рідного міста Паневежис. Разом з командою вигравав чемпіонат і Кубок Литви. У єврокубках за «Екранас» провів 10 матчів і забив 1 гол (у ворота фарерської Б-36 у кваліфікації Кубка УЄФА).
У грудні 2007 року як вільний агент перейшов у турецький «Анкарагюджю», підписавши контракт на 2,5 роки. У команді провів всього один матч і незабаром перейшов у швейцарську «Беллінцону». У команді в Швейцарській Суперлізі зіграв 6 матчів.
Влітку 2008 року перейшов у клуб «Ветра» з міста Вільнюса. У сезоні 2008 в чемпіонаті Литви зіграв 8 матчів і забив 1 гол. Команда в цьому сезоні завоювала бронзові медалі, поступившись тільки «Каунасу» і «Екранасу». Влітку 2009 року разом з командою брав участь у кваліфікації Ліги Європи. Тоді «Ветра» спочатку обіграла «Гревенмахер» з Люксембургу, а потім фінський ГІК. В третьому кваліфікаційному раунді «Ветра» програла англійському «Фулгему», за сумою 2-х матчів (6:0). Паулаускас зіграв у всіх шести іграх.
Всього за «Ветру» в чемпіонаті Литви Паулаускас зіграв 32 матчі і забив 2 голи.
Взимку 2010 року побував на перегляді в маріупольському «Іллічівці», де головним тренером був Ілля Близнюк. У лютому 2010 року дозаявлений за «Іллічівець» під номером 82. У Прем'єр-лізі України дебютував 6 березня 2010 року в домашньому матчі проти київського «Динамо» (1:1). Всього до кінця сезону зіграв за маріупольців 7 матчів в чемпіонату.
З літа 2012 року виступав за польський клуб «П'яст» з міста Гливиць та білоруське «Берестя».
У 2013 році виступав на батьківщині за «Круою», де й завершив ігрову кар'єру.

### Кар'єра в збірній
Виступав за юнацьку збірну Литви до 17 років. У національній збірній Литви грав з 2005 року. У травні 2005 року разом з командою виграв Кубок Балтики. Всього у її складі провів 22 матчі.

## Досягнення
- Чемпіон Литви (1): 2005
- Срібний призер чемпіонату Литви (3): 2003, 2004, 2006
- Бронзовий призер чемпіонату Литви (3): 2002, 2007, 2008
- Володар Суперкубка Литви (1): 2006